# Roger von Hoveden
Roger von Hoveden († 1201) war ein aus Howden in Yorkshire stammender Priester, Chronist, Historiker und Diplomat. Er ist der Verfasser einer Chronik in Lateinischer Schrift zur Geschichte Englands unter Heinrich II. und Richard I. Löwenherz, die vier Bände umfasst und bis an das Ende des 12. Jahrhunderts reicht.

## Leben
Über Rogers Leben ist nur wenig bekannt. Geboren und aufgewachsen ist er vermutlich in Howden, früher auch Hoveden genannt, einer kleinen Gemeinde im östlichen Yorkshire. Er besuchte eine Klosterschule in Durham und war danach wohl Lehrer für Theologie in Oxford, bevor er den Posten als Pfarrer in Howden von seinem Vater Robert übernahm. 1174 wurde er Schriftführer am englischen Hof unter Heinrich II. und blieb dies bis zu dessen Tod im Jahre 1189.
In dieser Zeit reiste Roger viel und übernahm wichtige Aufgaben im Auftrag des Königs. Im ersten Jahr seiner Tätigkeit schickte ihn der König auf eine geheime diplomatische Mission zu den Herren von Galloway nach Schottland. 1175 war er Vermittler zwischen dem König und englischen Klöstern. 1185, 1187 und 1189 erscheint er als Rechtsprecher über die Wälder der Grafschaften Yorkshire, Cumberland und Northumberland in den Aufzeichnungen.
Nach dem Tod Heinrichs II. im Jahre 1189 endete auch Rogers Tätigkeit für die königliche Krone. Daraufhin trat Roger in den Dienst von Hugh de Puiset, dem Bischof von Durham. Der Bischof betraute Roger mit Aufgaben in der Diplomatie und Verwaltung. Roger reiste unter anderem zu Papst Clemens III., um den Bischof von seinem Kreuzzugsgelübde zu befreien. Nach nur neun Monaten endete Rogers Dienst für den Bischof.
Roger nahm von Marseille aus im Jahre 1190 am Dritten Kreuzzug unter Richard I. teil. Die Rückreise trat er im August 1191 nach dem Gewinn von Akkon zusammen mit Philipp II. an. In der Heimat angelangt, nahm er seine Arbeit für den Bischof von Durham wieder auf. Diese Tätigkeit endete mit dem Tod des Bischofs im Jahre 1195. Rogers Aufzeichnungen enden im Jahr 1201 plötzlich, vermutlich durch seinen Tod.

## Werke
Roger von Hovedens Chronik besteht aus zwei Teilen, der Gesta Henrici II Benedicti abbatis und der Chronica. Die Gesta, die Teil der Bibliothek des Abtes Benedikt von Peterborough war, besteht aus überarbeiteten Annalen Rogers für die Jahre 1169 bis 1192. Sie enthält detaillierte Informationen zu Justizreformen und diplomatischen Angelegenheiten. Roger war in dieser Zeit Schriftführer am englischen Königshof und daher sehr gut informiert.
Bereits vor Abschluss der Gesta begann Roger, vermutlich im Jahre 1192, mit den Arbeiten zur Chronica. Diese behandelt die Geschichte Englands bis in das Jahr 1201. Dabei greift Roger für die Jahre 1169 bis 1192 auf seine überarbeiteten Aufzeichnungen der Gesta Henrici zurück. Allerdings kürzt er den Verwaltungsteil und behandelt einige Ereignisse ausführlicher als in der Gesta Henrici. Wesentliche Themen, die in der Chronica behandelt werden, sind vor allem Fragen der Innen- sowie Außenpolitik. Diese sind durch Rogers Verbindungen zur königlichen Krone sehr detailliert beschrieben. Obwohl es keinerlei Anzeichen dafür gibt, dass die Arbeit an der Chronica vollendet war, endet sie im Jahre 1201 sehr abrupt.

## Ausgaben
- Henricus Savile (Hrsg.): Rervm Anglicarvm Scriptores Post Bedam Praecipvi, Ex Vetvstissimis Codicibvs Manvscriptis Nvnc Primvm In Lvcem Editi. Wilhelmi Monachi Malmesburiensis de gestis Anglorum lib. V. Eiusdem Historia Nouellae lib. II. Eiusdem de gestis Pontificum Angl. lib. IIII. Henrici Archidiaconi Huntindoniensis Historiarum lib. VIII. Rogeri Hovedeni Annalium pars prior & posterior. Chronicorum Ethelwerdi lib. IIII. Ingvlphi Abbatis Croylandensis historiarum lib. I. Adiecta ad finem Chronologia. Bishop, Nuberie, & Barker, Londini 1596; archive.org. Nachdruck: Marnius vorm. Wechel, Francofurti 1601 Digitalisat (Erstausgabe).
- William Stubbs (Hrsg.): Chronica Magistri Rogeri De Houedene (= Rerum britannicarum medii aevi scriptores or chronicles and memorials of Great Britain and Ireland during the middle ages, 51, 1–4). 4 Bände. London 1868–1871, Digitalisat: Band 1, Band 2, Band 3, Band 4, Nachdruck: Kraus, Nendeln 1964.

## Übersetzungen
- Henry T. Riley: The Annals of Roger de Hoveden: Comprising the History of England and of others Countries of Europe from A.D. 732 To A.D. 1201. 2 Bände. London 1853. Band 1 archive.org – Band 2 archive.org.